# Фрънгово
 Тази статия е за селото в Северна Македония.  За селото в България вижте Фъргово.  
Фрънгово или Фърнгово (срещат се и форми без назализъм Фъргово, Фръгово, на македонска литературна норма: Франгово; на албански: Frëngova) е село в Северна Македония, в община Струга.

## География
Селото е разположено в най-южните склонове на планината Ябланица.

## История
В началото на XIX век Фъргово е смесено албанско-българско село. По-късно то е чисто албанско село в Стружка нахия на Охридска каза на Османската империя. В „Етнография на вилаетите Адрианопол, Монастир и Салоника“, издадена в Константинопол в 1878 година и отразяваща статистиката на населението от 1873 година, Фъргово (Fargovo) е посочено като село с 20 домакинства, като жителите му са 66 мюсюлмани.
Според статистиката на Васил Кънчов („Македония. Етнография и статистика“) в 1900 година Фъргово има 360 жители арнаути мохамедани. Кънчов пише: „Докторъ Мюлеръ, който е пѫтувалъ по тия мѣста прѣзъ 1837—38 год., свидѣтелствува, че село Фердово (Фъргово) имало смѣсено население отъ арнаути и славѣни, и село Калище било чисто славѣнско. Сега Фъргово е чисто арнаутско село, а въ Калище има само 1 останала българска кѫща“.
На Етнографската карта на Битолския вилает на Картографския институт в София от 1901 година Фъргово е чисто албанско село в Охридската каза на Битолския санджак с 40 къщи.
Според преброяването от 2002 година селото има 1739 жители.
| Националност     | Всичко |
| северномакедонци | 0      |
| албанци          | 1734   |
| турци            | 0      |
| роми             | 0      |
| власи            | 0      |
| сърби            | 0      |
| бошняци          | 0      |
| други            | 5      |

## Личности
Родени във Фрънгово
- Назир Кахраманов (Кахърманов), води чета от албанци, след като Македония попада в Сърбия, преселва се в Турция, благодетел на Илинденската организация с дарение от 2200 лева.[6]
- Шакир Кахраманов (Кахърманов) (? – 10 октомври 1929), български революционер, убит от хора на Фан Ноли, платени от Сърбия[7]